# ヘキスト陶磁器工房

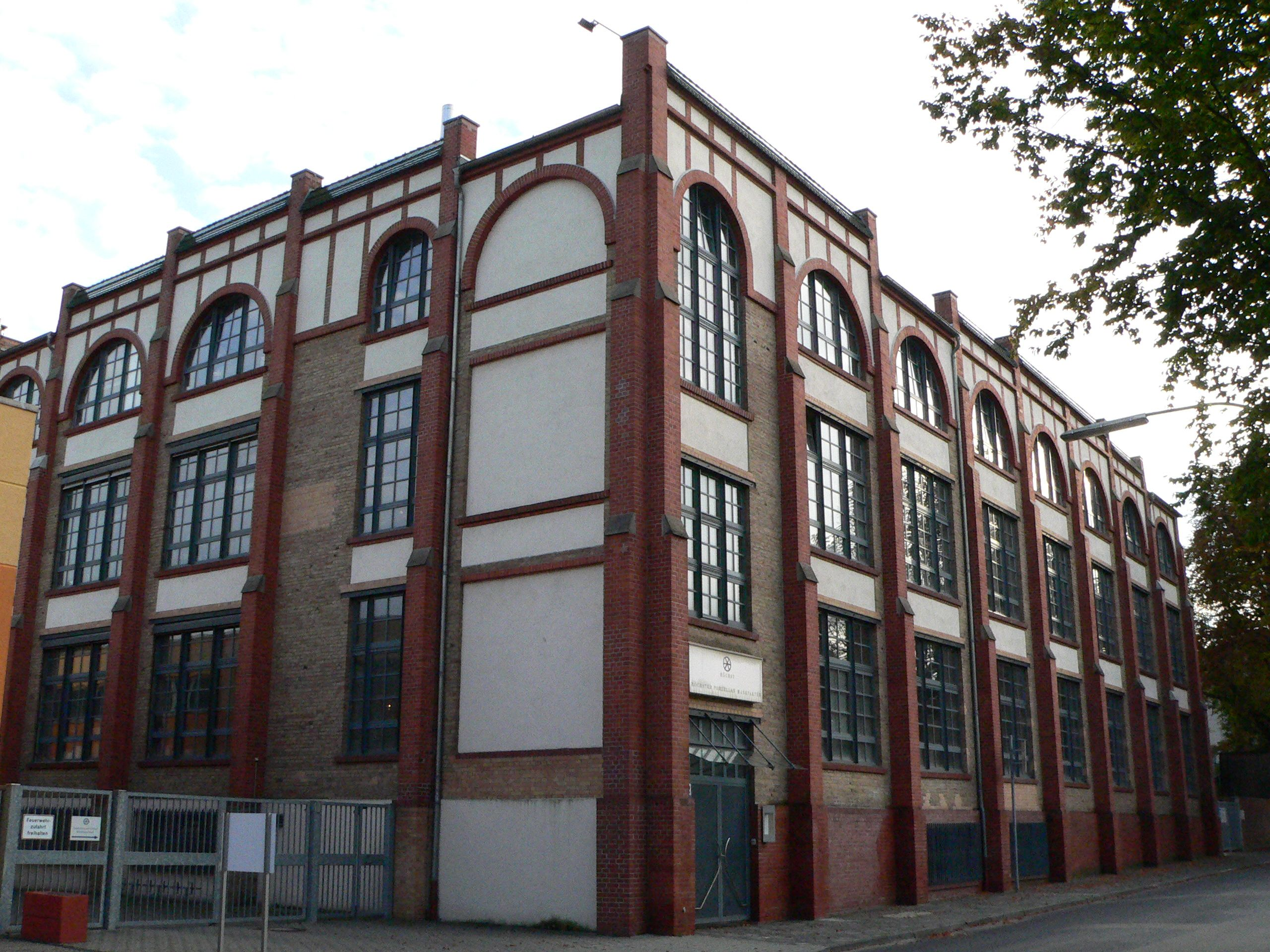
ヘキスト本社

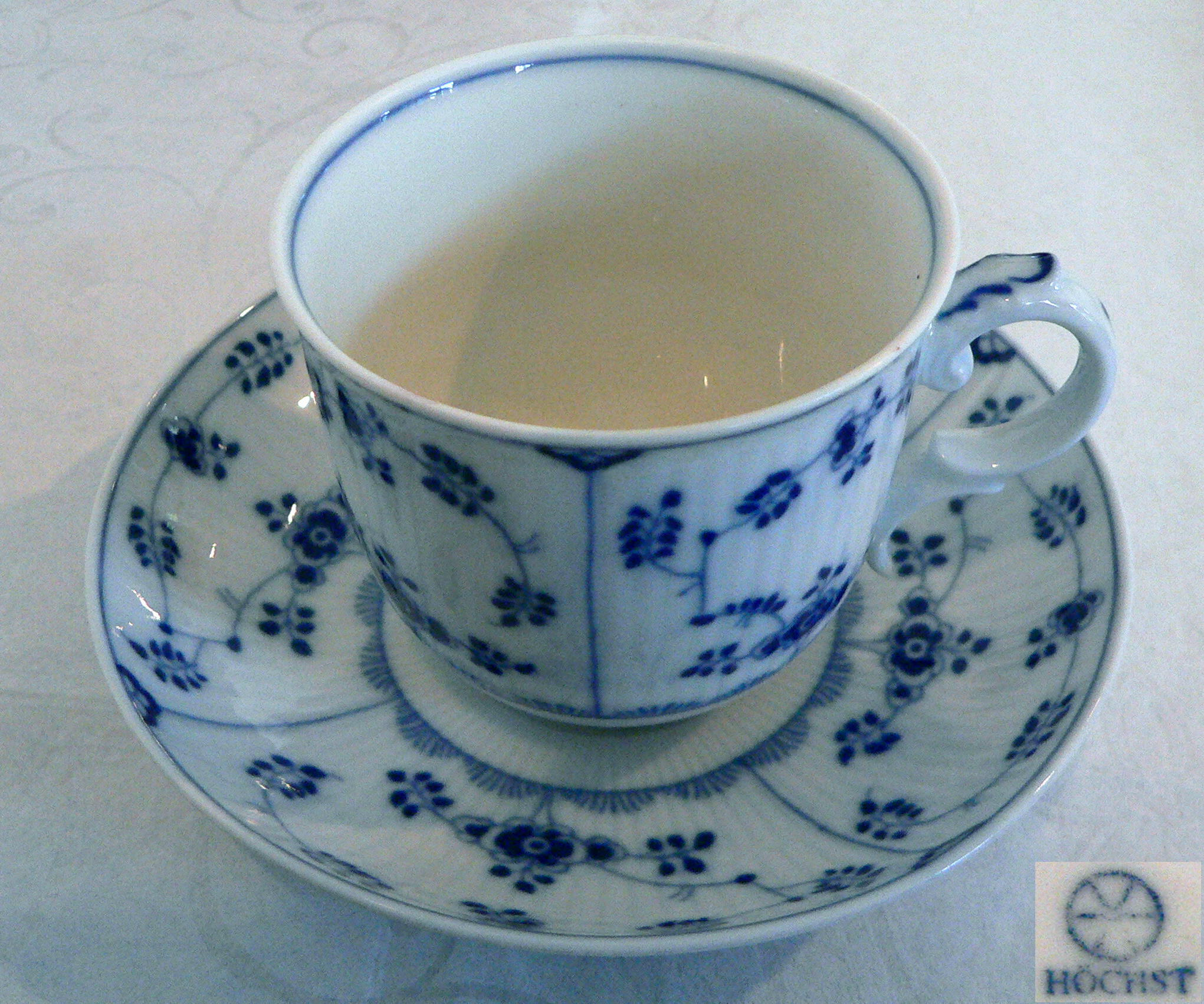
ヘキスト製ティーカップ

ヘキスト陶磁器工房 (Höchster Porzellanmanufaktur) は、ドイツの陶磁器メーカー。通称ヘキスト (Höchst) だが、正確にはヘーヒストと発音する。
マイセンから脱走した絵付け師レーベン・フィングが1746年に創業した、ドイツ第2の古窯である。
長い時期、工房としては中断していたが、当時のままの厳密な絵付け技術を再構築したため、注文制作が原則。下絵すらない白磁に、最高の絵付け師がフリーハンドで描く。全てが手造りであるため、量産不可能であり幻の名窯といわれる。非常に高価なものが多い。

## 代表作
- 「アントワネット・ブルー」
- 「わすれな草・イエローリボン」

## 名称
ヘーヒストとは本来、フランクフルト・アム・マインに隣接した都市の名前で、現在はフランクフルトの Stadtteil のフランクフルト＝ヘーヒスト（Frankfurt-Höchst, 1928年までは独立した都市 Höchst am Main）、またはヘーヒスト郡 (Landkreis Höchst) のことである。